# Buchmann Galerie
Die Buchmann Galerie ist eine Galerie für internationale zeitgenössische Kunst mit Standorten in der Schweiz und in Deutschland.

## Geschichte
Die Galerie wurde 1975 von Elena und Felix Buchmann in St. Gallen/Schweiz gegründet. Von 1983 bis 1998 hatte die Galerie den Standort in Basel neben dem Museum für Gegenwartskunst und hat heute einen Raum in Lugano (bis Oktober 2020 war es in Agra.)
André Buchmann gründete 1995 die Buchmann Galerie in Deutschland mit dem ersten Standort in Köln. Seit 2005 ist die Galerie in Berlin mit zwei Ausstellungsräumen an zentraler Lage in der Charlottenstraße zwischen Checkpoint Charlie und Gendarmenmarkt. Zudem ist André Buchmann seit 2008 Mitglied im Kuratorium der Cragg Foundation Wuppertal.

## Künstler
Die Buchmann Galerie vertritt internationale aufstrebende und etablierte Künstler, die vorrangig in den Medien Skulptur, Malerei, Video und Fotografie arbeiten. Unter anderem werden die folgenden Künstler vertreten:
Anna & Bernhard Blume, Daniel Buren, Lawrence Carroll, Tony Cragg, The Estate of Martin Disler, Alberto Garutti, Raffi Kalenderian, Wolfgang Laib, Tatsuo Miyajima, Wilhelm Mundt, Bettina Pousttchi, Fiona Rae, Joel Sternfeld, William Tucker, Felice Varini, Clare Woods
Die meisten Künstler begleitet die Galerie seit ihren Anfängen. Die Zusammenarbeit mit Tony Cragg besteht seit 1983, mit Wolfgang Laib seit 1987, mit Fiona Rae seit 2000, mit Tatsuo Miyajima seit 1994, mit Bettina Pousttchi seit 2005, mit Lawrence Carroll seit 1994, mit Daniel Buren seit 1989. Seit 2013 vertritt die Buchmann Galerie den Nachlass von Martin Disler.
Die vertretenen Künstler haben weltweit Ausstellungen in Institutionen und nehmen teil an grossen Ausstellungen, etwa der Biennale Venedig, der Documenta Kassel, der Carnegie International Pittsburg oder der Prospect in New Orleans. Sie erhielten wichtige Kunstpreise, so auch den bedeutendsten Preis, den Praemium Imperiale. Er ging bereits an drei Künstler der Galerie: Daniel Buren (2007), Tony Cragg (2007), Wolfgang Laib (2015).
Künstler der Buchmann Galerie haben wichtige permanente und temporäre Arbeiten im öffentlichen Raum realisiert:
- Daniel Buren: Les Deux Plateaux, Palais Royal Paris
- Tatsuo Miyajima: Fortress of Human Rights, Université Dufour Genève
- Tony Cragg: Caldera, Makartplatz Salzburg
- Alberto Garutti: Piccolo Museion, Bozen
- William Tucker: Victory, The Memorial Park Project, Buenos Aires
- Bettina Pousttchi: Echo, Temporäre Kunsthalle Berlin
- Felice Varini: Otto rettangoli rossi, LAC Museo d’Arte Contemporanea, Città di Lugano
- Clare Woods: Carpenters Curve, Olympic Park London

## Messen
Die Buchmann Galerie ist regelmässig an den wichtigsten internationalen Kunstmessen vertreten wie an der Art Basel, Art Basel Miami Beach, Art Basel Hong Kong, Fiac Paris, Art Cologne, The Armory Show New York, Expo Chicago oder der TEFAF Maastricht.

## Museen
Die Buchmann Galerie hat museale Arbeiten ihrer Künstler in öffentlichen Sammlungen platziert wie beispielsweise:
- Pinakothek der Moderne München
- Kunstmuseum Stuttgart
- Kunstsammlung Nordrhein-Westfalen, Düsseldorf
- Kunstmuseum Bern
- Kunstmuseum St. Gallen
- Museo d’arte della Svizzera italiana, Lugano
- Kunsthaus Zürich
- Centre Georges-Pompidou Paris
- Musée d’Art Moderne et Contemporain de Strasbourg
- Musée des Beaux-Arts de Nantes
- MUDAM Luxemburg
- Musées Royaux de Bruxelles
- Nasher Sculpture Center Dallas
- Toyota Municipal Art Museum
- M+ Hong Kong
- Art Gallery of New South Wales Sydney